# Melolontha pygidialis
Melolontha pygidialis är en skalbaggsart som beskrevs av Moser 1915. Melolontha pygidialis ingår i släktet Melolontha och familjen Melolonthidae. Inga underarter finns listade i Catalogue of Life.